# Bohuslav Leopold

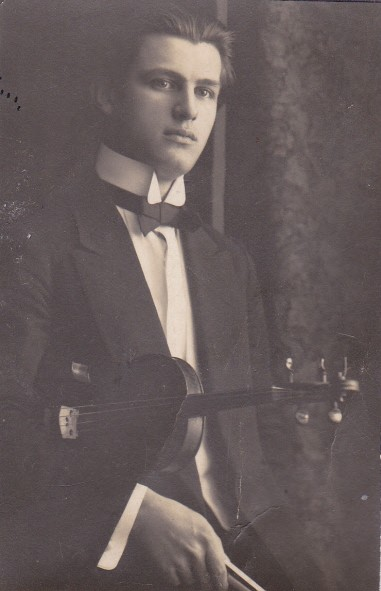
Bohuslav Leopold

Bohuslav Leopold (* 6. September 1888 in Škrdlovice; † 12. Mai 1956 in Prag) war ein tschechischer Komponist, Violinvirtuose und Musikverleger.

## Leben
Bohuslav Leopold stammte aus einfachen Verhältnissen. Die Anfänge des Geigenspiels lernte er beim Dorflehrer, bevor er mit elf Jahren zur musikalischen Ausbildung nach Böhmisch Trübau ging. Im Alter von 15 Jahren wechselte er nach Budapest in die Regimentsmusik, wo er von 1902 bis 1910 seinen Militärdienst ableistete. Neben seinem Wirken als Violinist der Regimentskapelle gründete er eine Zigeunerkapelle, durch die er von der Volksmusik beeinflusst wurde. Weiter lernte er an der Budapester Musikakademie Musiktheorie und Kompositionslehre.
Weitere Ausbildungsstationen bis zum Ersten Weltkrieg waren Lemberg, Prag und Krakau. Nach kurzem Kriegseinsatz wurde Leopold 1916 Dirigent des Sinfonieorchesters der Kriegsausstellung in Budapest. Nach Kriegsende wurde er bis 1920 Mitglied der Sakschen Philharmonie in Prag. Parallel dazu machte er mit einem eigenen Ensemble eine Tournee durch Deutschland und Frankreich. 1924 kehrte er aus Gesundheitsgründen nach Prag zurück und wurde vom Darbietenden zum Komponisten. Er verwendete dabei Einflüsse verschiedener originärer europäischer Volksmelodien. Leopold schrieb Konzertmusik für Violine, gehobene Unterhaltungsmusik und zahlreiche Fantasien über Volkslieder für Orchester (Stimmen der Völker).

## Werke (Auswahl)
Americana – Arabia – Helvetia – Hungaria – Italia canora – Jugoslawische Perlen – Praha – Russisches Echo – Sol de Espana – Souvenir d’Athènes – Ukrainisches Echo – Zigeunerfest (Ungarische Fantasie)

## Dokumente
- Autographe von Bohuslav Leopold befinden sich im Bestand des Musikverlages Hans C. Sikorski KG im Sächsischen Staatsarchiv Leipzig.